# The Hunt (Album)
The Hunt ist das sechste Studioalbum der schwedischen Band Grand Magus. Das Album wurde im Mai 2012 über Nuclear Blast und Warner Music veröffentlicht.

## Musik
Das Album wurde mit frühen Veröffentlichungen von Judas Priest verglichen, dazu wurden leichte Einflüsse des Doom Metal genannt. The Hunt tendiert mehr in Richtung Heavy Rock als die Vorgänger. Die Platte wurde von Nico Elgstrand (u. a. Entombed) mit Siebzigerjahre-Einflüssen versehen.

## Rezeption
Der Metal Hammer kürte das Album zur „Platte des Monats“. Matthias Weckmann schrieb, das Album repräsentiere „nun die definitive Kampfansage im Wettbewerb um das traditionelle Vermächtnis: ganz großes Metal-Kino mit jeder Menge Pathos, aber ohne Patina.“ Er gab 6 von 7 Punkten. Im Magazin Rock Hard schrieb Götz Kühnemund: „Es wird Leute geben, denen „The Hunt“ nicht brachial und urwüchsig genug klingt – aber diese Zielgruppe ist bei GRAND MAGUS eh schon seit Jahren nicht mehr an der richtigen Adresse. Altmodischere Trad-Metal-Fans werden die Band dafür nach dieser Scheibe (noch) ernster nehmen.“ Er vergab acht von zehn Punkten. Peter Ehmann von undergrounded.de bewertet das Album mit 8 von 10 Punkten, wobei er als Fazit angibt: „Grand Magus zeigen, wie man epischen Metal zelebrieren kann, ohne knietief in die peinliche Klischeekiste greifen zu müssen.“

## Titelliste
1. Starlight Slaughter
2. Sword Of The Ocean
3. Valhalla Rising
4. Storm King
5. Silver Moon
6. The Hunt
7. Son Of The Last Breath
8. Iron Hand
9. Draksådd
10. Silver Moon (Demo version) (bonustrack ltd.CD only)
11. Storm King (Demo version) (bonustrack ltd.CD only)
12. Sword Of The Ocean (Demo version) (bonustrack ltd.CD only)